# Bentley S1
La Bentley S1, initialement nommée « Bentley S », est une voiture de luxe produite par le constructeur britannique Bentley Motors Limited entre 1955 et 1959. 

## Berline en acier standard Bentley

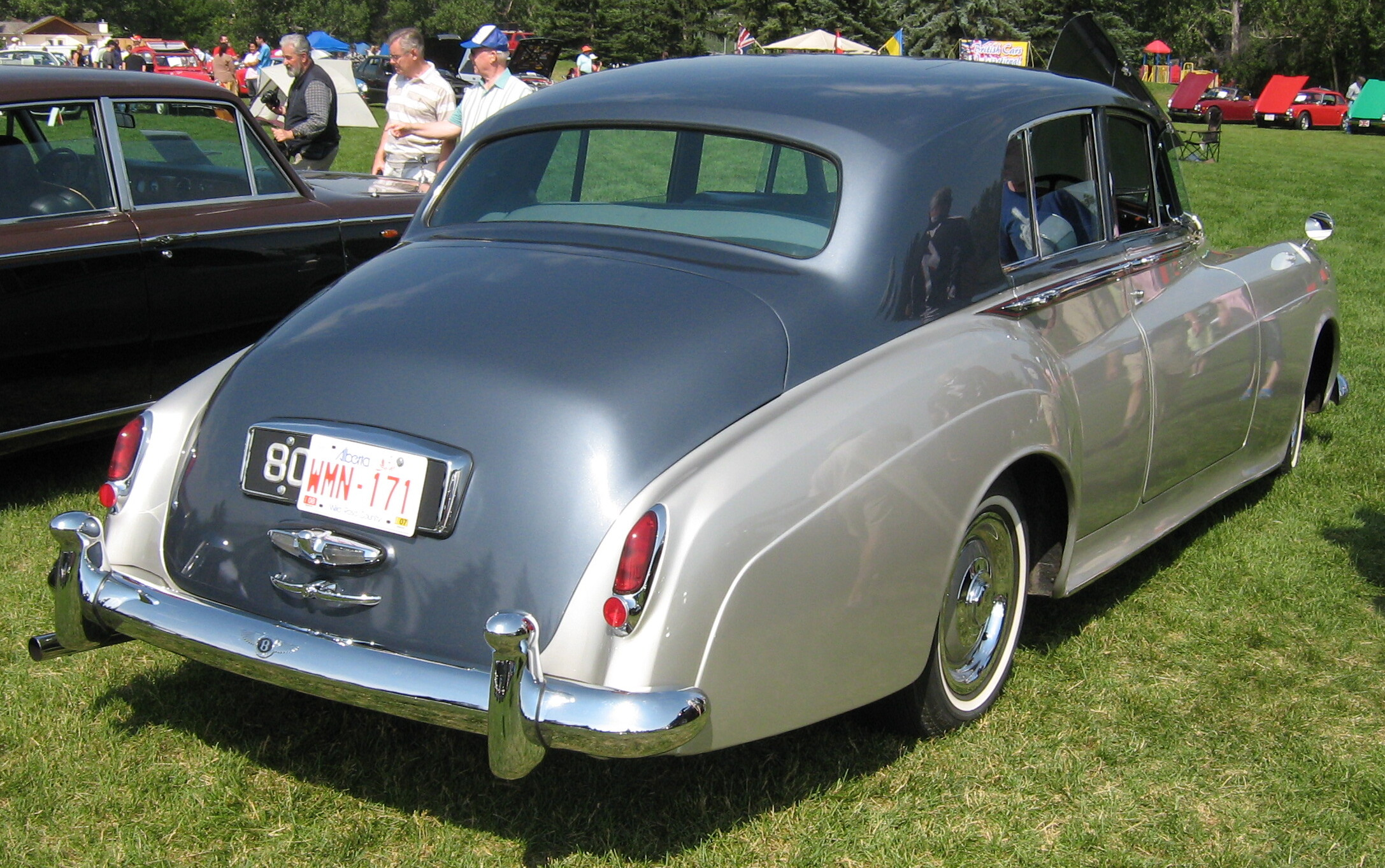
1959 Bentley S1 arrière

## Berline et châssis à empattement standard et long

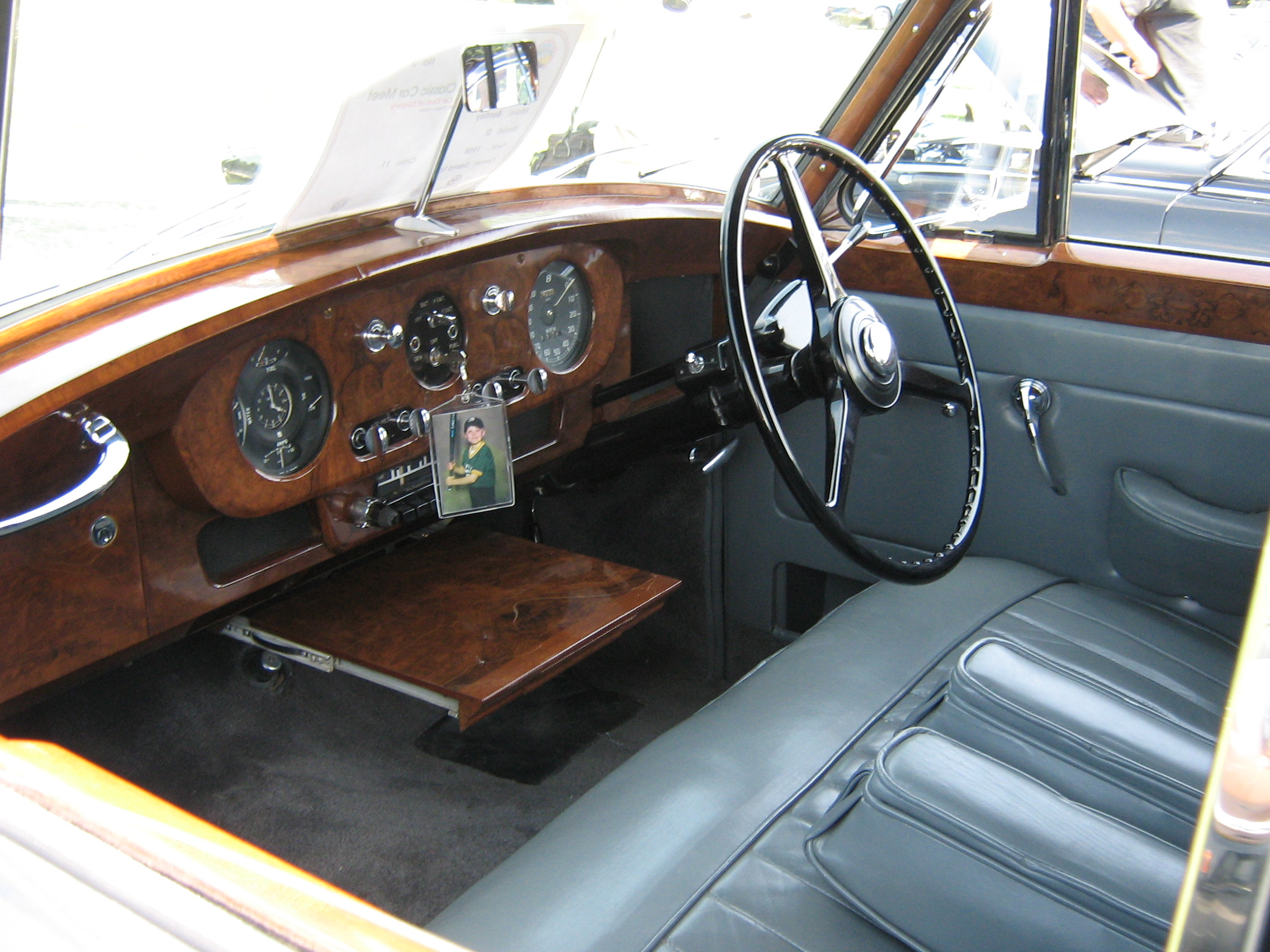
Intérieur de la Bentley S1 de 1959

En 1957, le magazine britannique The Motor a testé une voiture à empattement standard. Ce véhicule atteignait une vitesse maximale et pouvait accélérer de 0 à 97 km/h en 13,1 secondes. La consommation de carburant enregistrée était de 17,5 litres aux 100 kilomètres. La voiture d'essai, équipée en option de la direction assistée, était vendue au prix de 6 305 £, taxes comprises, dont 1 803 £ de taxes.

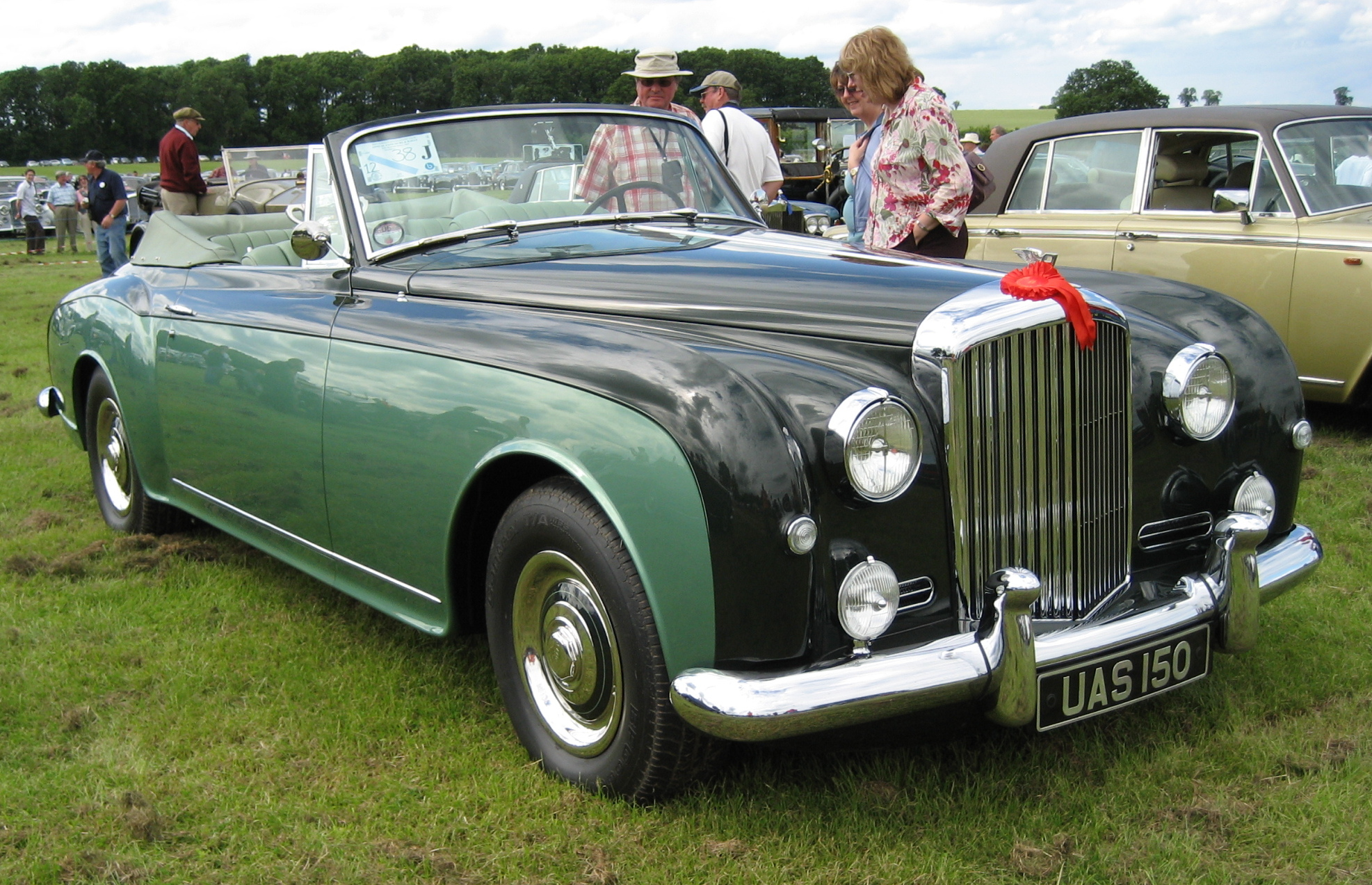
Park Ward décapotable
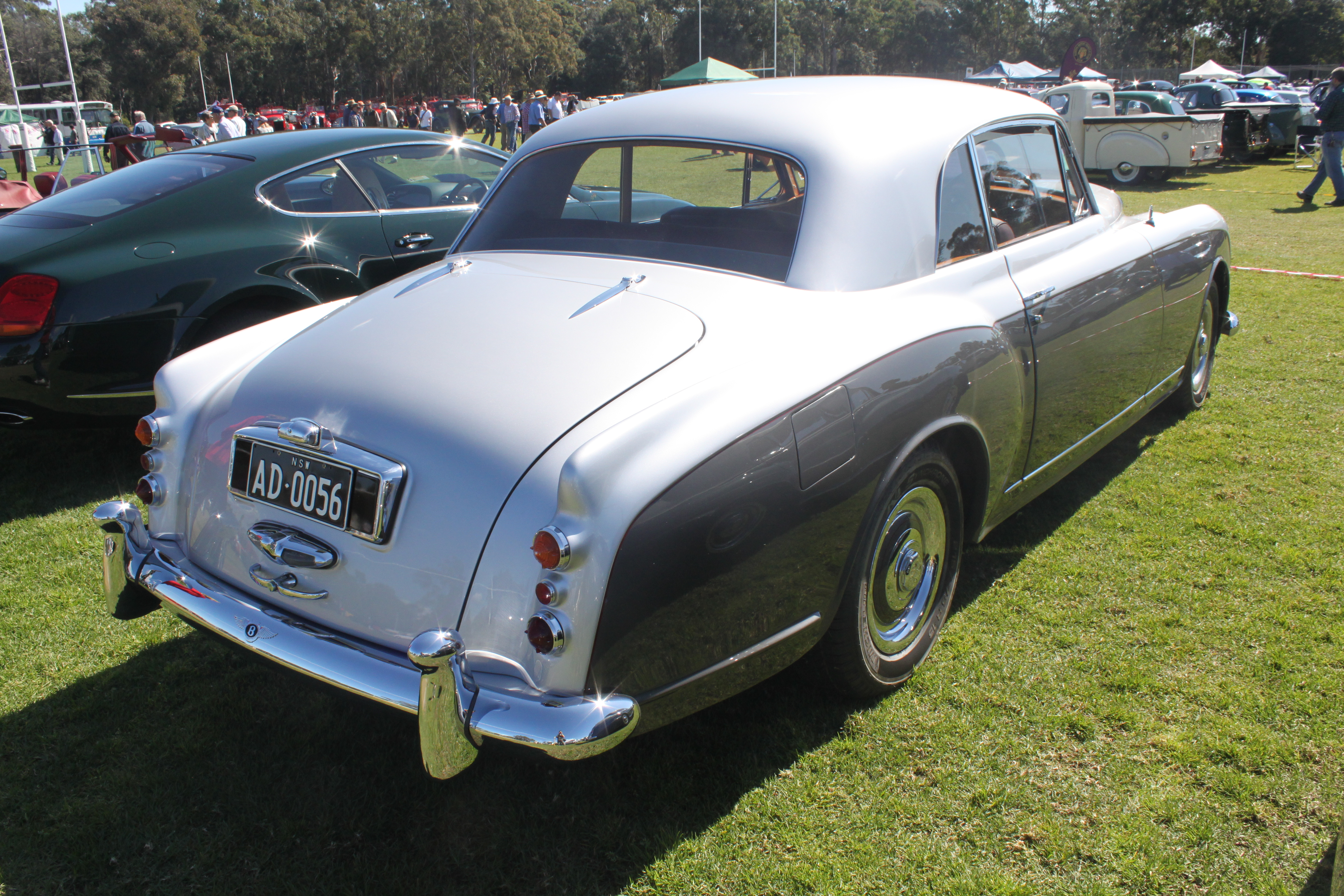
Park Ward coupé
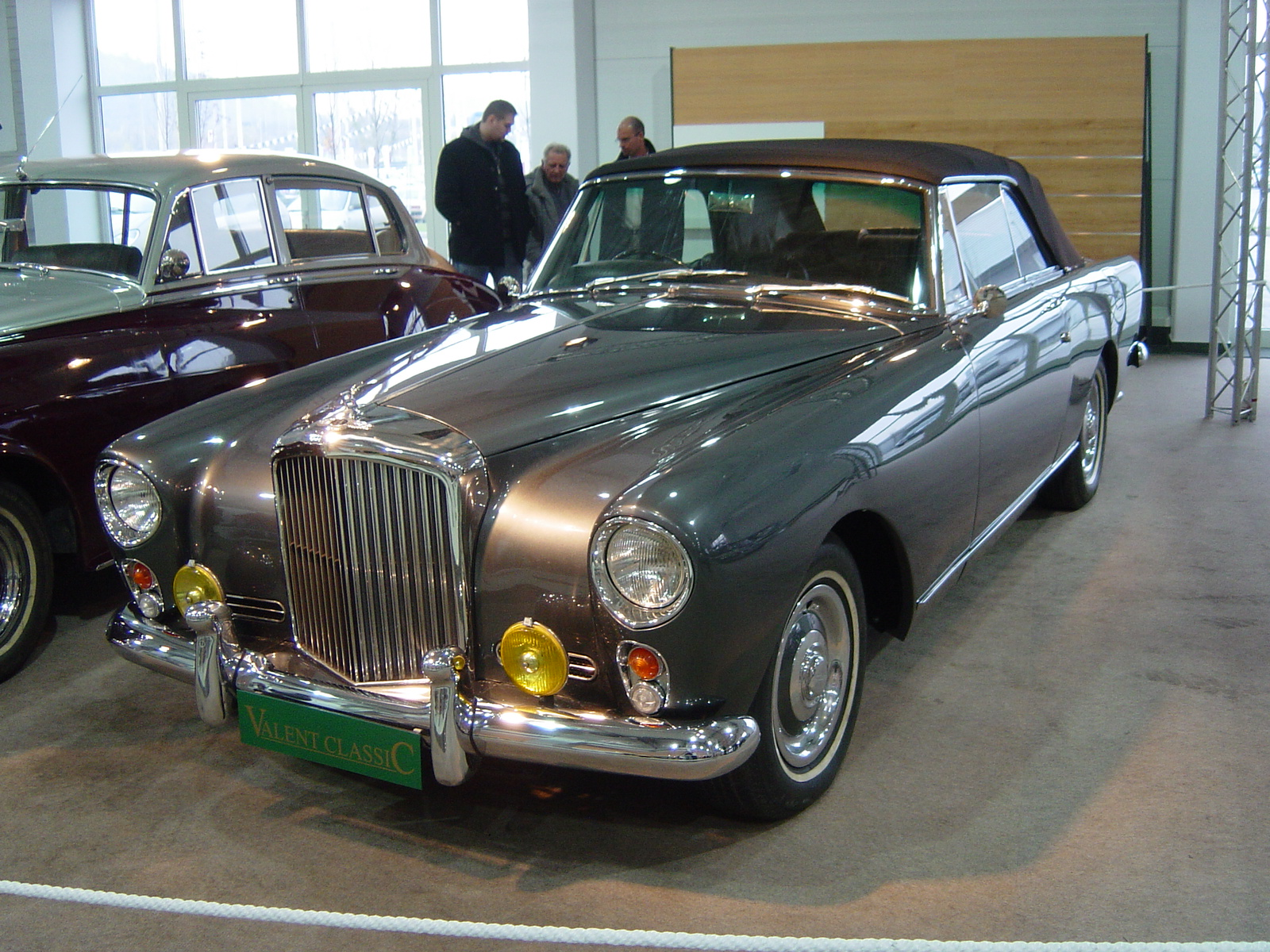
HJ Mulliner
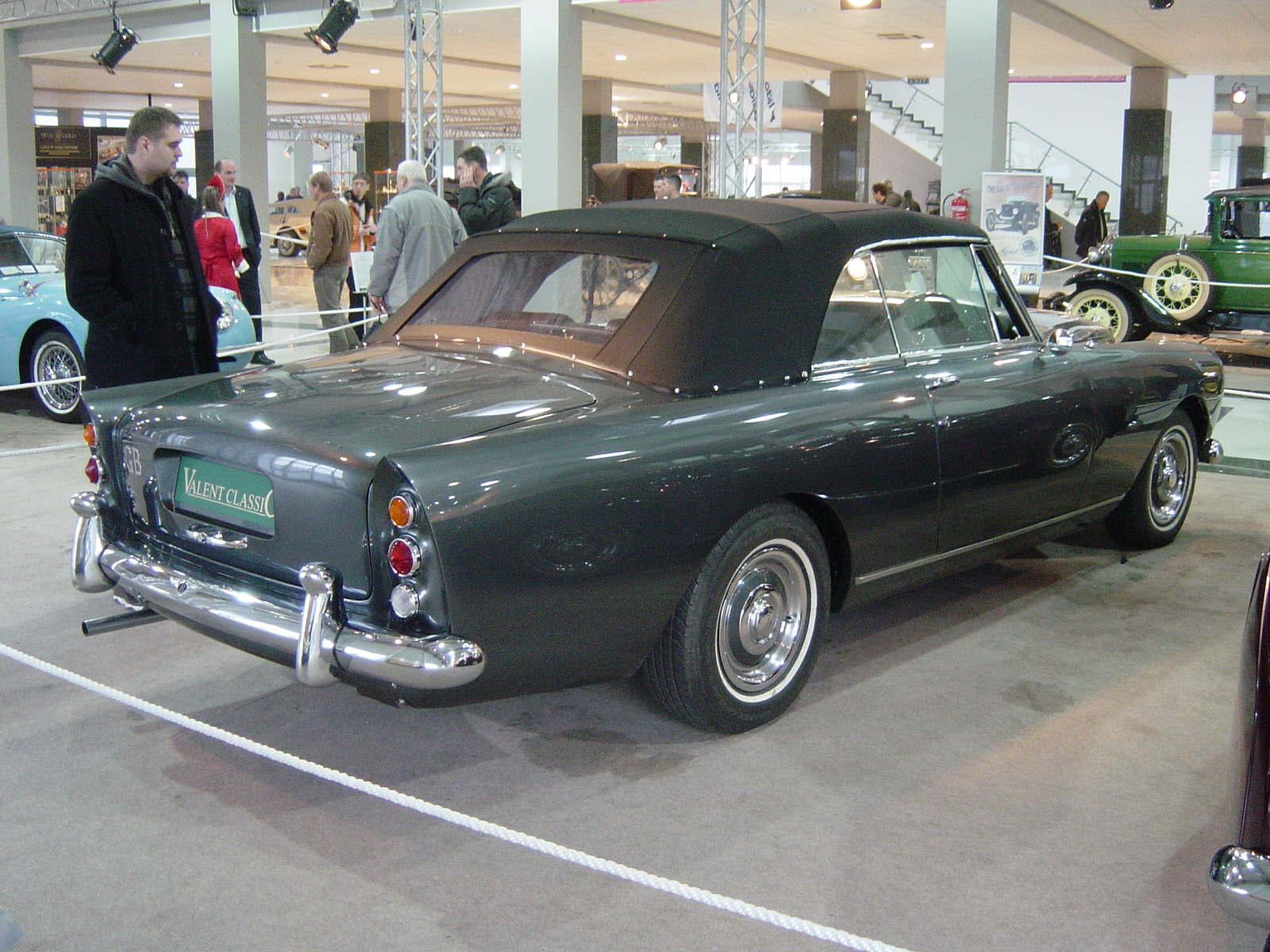
HJ Mulliner
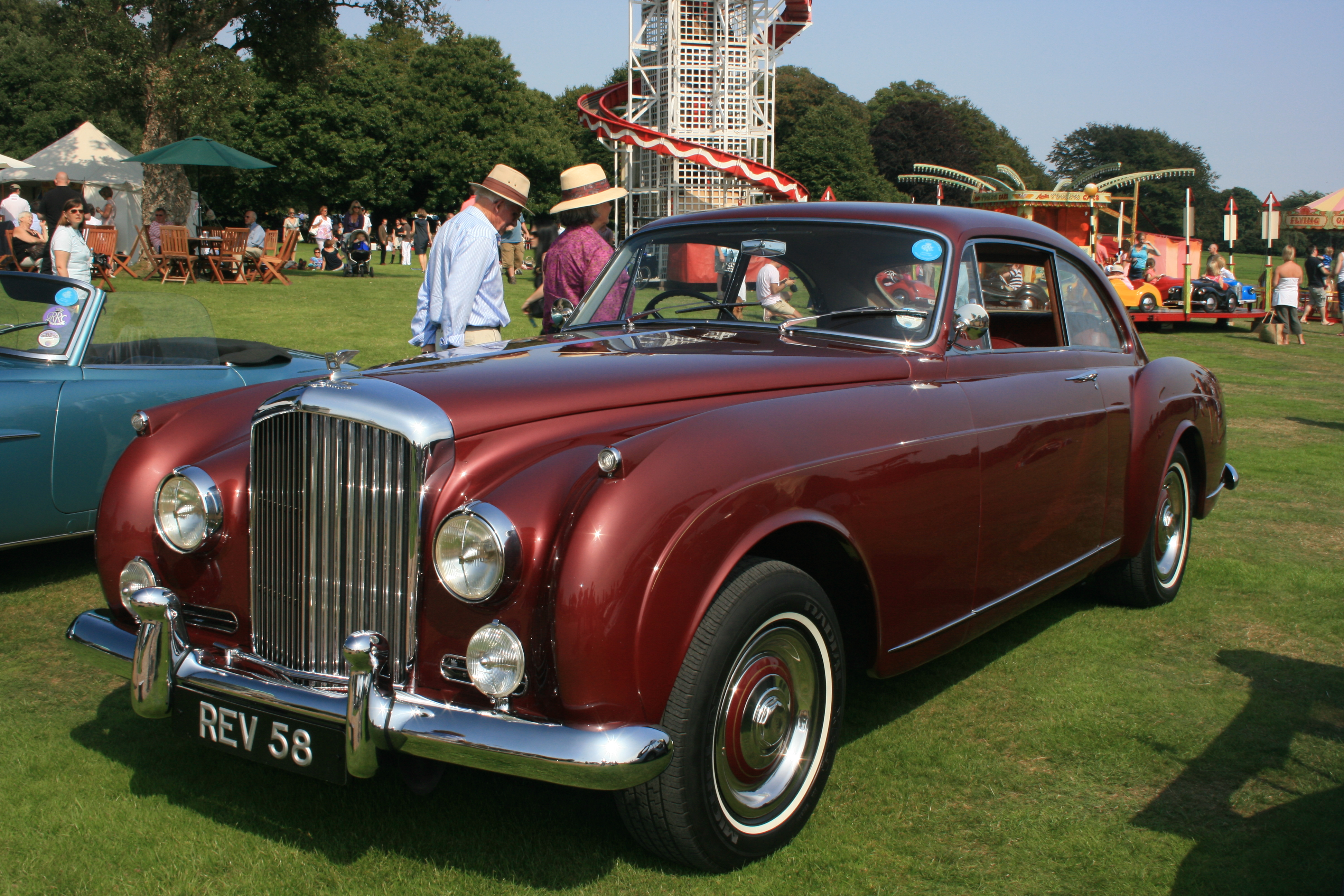
HJ Mulliner